# II legislatura de España
La ii legislatura de España (xci desde las Cortes de Cádiz) comenzó el 18 de noviembre de 1982 cuando, tras la celebración de las elecciones generales, se constituyeron las Cortes Generales, y terminó el 23 de abril de 1986, con la disolución de las mismas. Le precedió la i legislatura y le sucedió la iii legislatura.
El Partido Socialista Obrero Español obtuvo mayoría absoluta en el Congreso de los Diputados. Felipe González fue investido presidente del Gobierno y formó su primer Gobierno.

## Inicio de la legislatura

### Elecciones generales
Los resultados de los comicios de 1982 dieron a Felipe González, candidato por el Partido Socialista Obrero Español, una mayoría absoluta con 202 escaños en el Congreso de los Diputados. Estos resultados ostentan hasta la actualidad la cifra más elevada de escaños conseguidos por un partido en unas elecciones democráticas en España. Los resultados en el Senado fueron también muy favorables para el Partido Socialista Obrero Español, que obtuvo 96 escaños frente a los 48 de Alianza Popular-Partido Demócrata Popular (AP-PDP).

### Investidura
El 1 de diciembre de 1982 Felipe González fue investido presidente del Gobierno por el Congreso de los Diputados por 207 votos a favor y 115 en contra. Una mayoría absoluta que pasó a la historia como «el rodillo» y que se mantiene como el registro de mayor apoyo parlamentario a un candidato en una sesión de investidura. La investidura de Felipe González estaba tan garantizada que el diputado socialista y Presidente del Congreso, Gregorio Peces Barba, se permitió la insólita libertad de abstenerse, siendo esta la primera y única vez en la democracia española en la que un diputado presente en la votación no votó a favor del candidato de su partido.
| Candidato       | Fecha                                                       | Voto |     |     |    |   |    |   |   |   |   |   | Total   |
| --------------- | ----------------------------------------------------------- | ---- | --- | --- | -- | - | -- | - | - | - | - | - | ------- |
| Felipe González | 1 de diciembre de 1982 Mayoría absoluta requerida (176/350) | Sí   | 201 |     |    | 3 |    | 2 |   |   |   | 1 | 207/350 |
| Felipe González | 1 de diciembre de 1982 Mayoría absoluta requerida (176/350) | No   |     | 104 | 11 |   |    |   |   |   |   |   | 115/350 |
| Felipe González | 1 de diciembre de 1982 Mayoría absoluta requerida (176/350) | Abs. | 1   |     |    |   | 12 |   | 8 |   | 1 |   | 22/350  |
| Felipe González | 1 de diciembre de 1982 Mayoría absoluta requerida (176/350) | Aus. |     | 3   |    | 1 |    |   |   | 2 |   |   |         |

El nuevo gobierno, presidido por Felipe González Márquez, simbolizó la consolidación de la democracia y la prueba de un traspaso de poderes pacífico. El triunfo del Partido Socialista Obrero Español supuso un vuelco político, la izquierda volvía al Gobierno de España tras 46 años, y con un respaldo inédito pues nunca antes un partido de izquierdas había recibido tantos votos en solitario. Esta victoria de los socialistas despertó esperanzas en amplios sectores de la sociedad que esperaban grandes cambios, a la vez que inspira el temor de los sectores más conservadores por las medidas que se pudieran llevar a cabo.

### Gobierno
El 2 de diciembre Felipe González presentó juramento ante el rey Juan Carlos I. El 3 de diciembre formó su gabinete, quedando implantado el primer Gobierno de Felipe González que llevó a cabo las tareas pertinentes desde dicha fecha hasta el 26 de julio de 1986. Felipe González moderó considerablemente su discurso, tanto en las formas como en el contenido del mismo.

## Elecciones autonómicas de 1983
Las elecciones autonómicas del 8 de mayo de 1983, fueron las primeras elecciones autonómicas, y se realizaron en conjunto con las municipales. Estas elecciones deciden desde esta fecha y en los futuros comicios, el gobierno de 13 de las 17 comunidades autónomas, puesto que Galicia, Andalucía, País Vasco y Cataluña convocan elecciones por separado. 
El Partido Socialista Obrero Español fue el partido político más votado, de esta forma los resultados en las distintas comunidades autónomas fueron:
En Aragón el PSOE obtuvo 33 escaños (283.226 votos) como primera fuerza política, siendo Alianza Popular el segundo partido más votado con 18 escaños (136.853 votos). En Asturias el PSOE obtuvo 26 escaños (293.320 votos) frente a los 14 escaños (170.654 votos) de la Coalición Popular, también cabe destacar que en estas elecciones en Asturias, el Partido Comunista de Asturias (PCA) obtuvo los restantes 5 escaños (60.521 votos). En Canarias el PSOE seguía siendo primera fuerza política con 27 escaños, frente a Alianza Popular-PDP-UL que obtuvo 17 escaños. En Cantabria la coalición popular consiguió 18 escaños siendo el partido más votado, frente a los 15 escaños del PSOE.
En Castilla-La Mancha el PSOE obtuvo 23 escaños, seguido por 21 escaños de la Coalición Popular. En Castilla y León el PSOE también consiguió la victoria con 42 escaños frente a los 39 de la Coalición Popular. En la Comunidad de Madrid los socialistas obtuvieron 51 escaños, la Coalición Popular 34 y el Partido Comunista de España consiguió 9 escaños.
En la Comunidad Valenciana, el triunfo fue de nuevo para los socialistas con 51 escaños frente a los 32 de la Coalición Popular, los restantes 6 escaños fueron para el Partido Comunista de España. En Extremadura el PSOE obtuvo 296.939 votos frente a los 168.606 votos de la Coalición Popular, siendo elegido Presidente de la Junta de Extremadura Juan Carlos Rodríguez Ibarra.
En las Islas Baleares, el triunfo fue para la Coalición Popular por un estrecho margen, 22 escaños (112.808 votos) seguido de cerca por los socialistas con 20 escaños (107.272 votos). En La Rioja el PSOE consiguió 18 escaños y la Coalición Popular 15 escaños. En Navarra los socialistas consiguieron la mayoría respaldados por 20 escaños, siendo la segunda fuerza política la Unión del Pueblo Navarro con 13 escaños. En la Región de Murcia el PSOE obtuvo 26 escaños y la Coalición Popular consiguió 16 escaños, y el restante escaño fue para el Partido Comunista de España.
Estos datos otorgaban al PSOE la victoria en las elecciones autonómicas de 1983, al conseguir la mayoría absoluta en Aragón, Asturias, Castilla-La Mancha, Castilla y León, Comunidad de Madrid, Comunidad Valenciana, Extremadura, La Rioja y la Región de Murcia. Con mayoría simple ganó en Canarias y Navarra. Y como segunda fuerza política quedó en Cantabria y en las Islas Baleares, en las que la Coalición Popular obtuvo más votos.
En las elecciones municipales, el PSOE obtiene la mayoría absoluta en 26 capitales de provincia con 21.292 concejales, seguido de Alianza Popular con 16.307 concejales.
En el resto de comunidades autónomas ya se habían celebrado elecciones: 
- En las elecciones al Parlamento de Andalucía, celebradas el 23 de mayo de 1982, el PSOE obtuvo 66 escaños (1.492.830 votos) frente a los 17 escaños (483.996 votos) de Alianza Popular.

- En Galicia en 1981, la Coalición Popular ganó las elecciones con 26 escaños (301.039 votos) seguido de UCD con 24 escaños (274.191 votos), y del PSOE con 16 escaños (193.456 votos).

- En Cataluña se celebraron elecciones en marzo de 1980, y el partido más votado fue Convergència i Unió con 43 escaños (754.788 votos), seguido del PSC con 33 escaños (608.791 votos) y del Partido Socialista Unificado de Cataluña con 25 escaños (509.498 votos), este partido era de ideología comunista federado con el Partido Comunista de España.

- En el País Vasco, el Partido Nacionalista Vasco se hizo con el triunfo electoral con 25 escaños (349.102 votos), seguido de Herri Batasuna con 11 escaños (151.636 votos), del Partido Socialista de Euskadi-PSOE con 9 escaños (130.221 votos) y de Unión de Centro Democrático con 8 escaños (101.011 votos).

Durante la II legislatura habrá de nuevo elecciones en Cataluña y País Vasco en 1984, y en Galicia en 1985. En Cataluña Convergència i Unió siguió siendo el partido más votado, consiguiendo 73 escaños (1.347.037 votos) seguido de PSC con 40 escaños (866.288 votos). En el País Vasco el PNV consiguió 32 escaños (451.178 votos) y el Partido Socialista de Euskadi obtuvo 19 escaños (247.786 votos). En Galicia la Coalición Popular mantiene su liderazgo con 34 escaños (516.218 votos) y le sigue el PSOE con 22 escaños (361.946 votos).

## Economía
España seguía en una mala situación económica, con tantos cotizantes en 1983 como en 1974.
Se subscribieron una serie de acuerdos, entre los que destacan el Acuerdo nacional sobre empleo, el Acuerdo interconfederal (ambos de 1983) y el acuerdo económico y social (12 de octubre de 1984). De 1983 es el Plan Energético Nacional y de 1984, la ley de protección contra el paro. 
A finales del año 1983 es convalidado en el Congreso el Decreto-ley de Reconversión Industrial. A finales de 1985, por primera vez en la historia del país, baja en España el precio de la gasolina. El 1 de enero de 1986 entra en vigor el Impuesto sobre el Valor Añadido (IVA).

### Expropiación del Grupo Rumasa
El 23 de febrero, el Consejo de Ministros aprueba, por Decreto-ley la expropiación del Grupo Rumasa, propiedad de José María Ruiz Mateos. El 1 de marzo se inicia el debate de convalidación del Real Decreto-ley de expropiación de Rumasa. El ministro de Economía, Miguel Boyer, expone ante el Congreso de los Diputados los presuntos delitos fiscales del grupo Rumasa que motivaron la expropiación, y las razones que avalan la constitucionalidad del Decreto-Ley. El 2 de marzo, el Congreso convalida el Decreto-ley de expropiación de Rumasa con los votos favorables del PSOE, PCE y PNV, y contrarios de los diputados del Grupo Popular, UCD, Minoría Catalana y CDS. Fue tramitado, además, como Proyecto de Ley por el procedimiento de urgencia. 
El 25 de abril de 1984, José María Ruiz Mateos es detenido en el aeropuerto de Fráncfort en un vuelo procedente de Miami, después de que el pasado 23 de abril el Juzgado de Instrucción número 3 de Madrid emitiera una orden de detención a Interpol-España.
El 27 de julio de 1984, José María Ruiz Mateos sale en libertad provisional de la cárcel de Fráncfort tras pagar una fianza de 550 millones de pesetas. El 3 de agosto, Ruiz Mateos presenta un recurso de amparo ante el Tribunal Constitucional. El 30 de noviembre de 1985 la República Federal Alemana entrega a Ruiz Mateos a la justicia española.
El 1 de agosto de 1986, José María Ruiz Mateos abandona la prisión de Alcalá-Meco tras depositar una fianza de 300 millones de pesetas. El 19 de diciembre de 1986 el Pleno del Tribunal Constitucional declara constitucional la ley de 1983 por la que el Gobierno socialista expropió el grupo Rumasa y pone fin al largo proceso jurídico sobre la expropiación.

## Política interior

### Terrorismo
El 3 de noviembre de 1983, El Presidente del Gobierno, Felipe González, comparece ante el Congreso de los Diputados para explicar las medidas del Gobierno contra el terrorismo.
El 25 de enero de 1984, seis antiguos miembros de ETA político-militar legalizan su situación ante la Audiencia Nacional acogiéndose a las medidas de reinserción.
El 23 de febrero, los Comandos Autónomos Anticapitalistas asesinan al senador socialista Enrique Casas.
El 21 de mayo, el Ministerio Fiscal, a instancias del Ministerio del Interior, inicia los trámites para ilegalizar a la coalición Herri Batasuna.
A finales de agosto de 1984 el Gobierno anuncia, por medio de un portavoz del Ministerio de Interior, su disposición a negociar con ETA la pacificación del País Vasco sin que exista intermediario. Un portavoz de la organización terrorista manifiesta en París que ETA militar acepta negociar con el Gobierno "donde quiera y cuando quiera, siempre que se haga sobre los puntos de la alternativa KAS".
El 22 de septiembre, Francia concede por primera vez la extradición a España de tres presuntos miembros de la banda terrorista ETA. El 27 de septiembre, el Congreso aprueba el Proyecto de Ley Orgánica contra la actuación de bandas armadas y elementos terroristas.
El 14 de marzo de 1985, el Parlamento Vasco, por unanimidad, emplaza a ETA a que abandone las armas.
El 25 de septiembre de 1985, son asesinados por los GAL en un bar de Bayona cuatro presuntos etarras. Ese mismo año María Dolores González Cataraín, Yoyes, antiguo miembro de ETA militar, se acoge a las medidas de reinserción.

### Infraestructuras
Se aprobó en 1984, el Plan General de Infraestructuras.

### Proceso autonómico
El 13 de enero de 1983 El Presidente del Gobierno, Felipe González, manifiesta en una entrevista en directo a través de TVE, que en el País Vasco no "va a haber diálogo si tal diálogo sobrepasa los límites de la Constitución y del Estatuto de Autonomía".
El 24 de enero el pleno del Congreso de los Diputados aprueba los Estatutos de Autonomía de Baleares y de Castilla y León.
El 9 de agosto de 1983, el Tribunal Constitucional determinó que 14 artículos de la LOAPA eran inconstitucionales. El 8 de octubre, por acuerdo de las Mesas del Congreso y del Senado se fija el texto final de la Ley del Proceso Autonómico (antigua LOAPA), dando así cumplimiento a la sentencia del Tribunal Constitucional.
El 27 de diciembre, el Consejo de Ministros aprueba los proyectos de Estatutos de Autonomía de Ceuta y Melilla.

## Fuerzas armadas
El 26 de enero de 1984, el Consejo de Ministros aprueba un Real Decreto por el que se integran los tres Ejércitos en la estructura orgánica y funcional del Ministerio de Defensa.
La reforma del Ejército, iniciada ya en la etapa ucedista, y más tarde conducida por el ministro de Defensa Narcís Serra, fue clave para la promoción del apoliticismo y la profesionalización de los mandos, de esta forma se alejó definitivamente el espectro golpista, que no ha dejado de estar presente en la historia de España desde el primer tercio del siglo XIX hasta finales del siglo XX, con el 23-F el teniente coronel de la Guardia Civil Antonio Tejero.

## Medidas sociales
En el campo social el país experimentó grandes progresos, teniendo como referencia el modelo del Estado del bienestar. En el económico, como ya venían haciendo los socialistas franceses, Felipe González se decantó por el pragmatismo liberal y acometió una dolorosa reconversión industrial a partir de 1983 y otras reformas estructurales, que consideraba ineludibles para la modernización del país. La reducción de la inflación constituyó un objetivo declarado desde el primer momento.
La década de los 80 se caracterizó por una fase de crecimiento expansivo y de entrada masiva de capitales extranjeros, atraídos por los altos tipos de interés, si bien el desconteto de los sindicatos fue creciendo, y el 14 de diciembre de 1988 Felipe González tuvo que afronar una huelga general. Los sindicatos consideraban necesario dar ese toque de atención al gobierno socialista.
Durante la II legislatura se llevaron a cabo importantes medidas sociales, caracterizadas como ya se ha mencionado por el modelo del Estado del bienestar.
Antes de acabar el año 1982, el 22 de diciembre, el Gobierno aprueba la jornada laboral de cuarenta horas semanales. La jornada laboral de los españoles quedó reducida a cuarenta horas semanales y el período de vacaciones fue ampliado, para todos los trabajadores, a 30 días.
El Gobierno remite a las Cortes el Proyecto de Ley Orgánica que regula el derecho de reunión, y el Proyecto de Ley Orgánica de Reforma Parcial del Código Penal que despenaliza el aborto. El 9 de febrero el Consejo de Ministros acuerda la remisión a las Cortes del Proyecto de Ley sobre incompatibilidades de diputados y senadores. El 24 de febrero se aprueba el Proyecto de Ley de incompatibilidades para altos cargos. El 12 de abril se aprueba el Proyecto de Ley Orgánica que regula el derecho de reunión.
El Ministro de Trabajo, Joaquín Almunia, anunció la entrada en vigor a partir del 1 de enero de 1984 de un nuevo subsidio de desempleo para los trabajadores del campo que sustituirá al empleo comunitario.
En marzo de 1984, el ministro de Justicia, Fernando Ledesma, y el ministro de Interior, José Barrionuevo, acuerdan iniciar una serie de reformas legales y policiales con el fin de garantizar la seguridad ciudadana.
El 27 de marzo se publica en el BOE la ley reguladora del Derecho de Asilo y de la Condición de Refugiado.
El 4 de abril, el Consejo de Ministros acuerda remitir a las Cortes el Proyecto de Ley de Reforma de los artículos 503 y 504 de la Ley de Enjuiciamiento Criminal y la creación de un fiscal especial para la lucha antidroga.
En julio de 1984, nace el primer bebé probeta español en la Clínica Dexeus de Barcelona (Victoria Anna Perea) a las 37 semanas de gestación.
El 26 de julio de 1984, el Congreso aprueba definitivamente el Proyecto de Ley de Reforma de la Función Pública y el de la Ley Orgánica de Libertad sindical.
El 28 de diciembre de 1984 se publica la Ley Reguladora de la Objeción de Conciencia y de la Prestación Social Sustitutoria.
El 23 de julio de 1985, el Pleno del Congreso aprueba definitivamente el Proyecto de Ley de medidas urgentes para la racionalización en la estructura y de la acción protectora de la Seguridad Social, conocida como de la reforma de las pensiones. El 11 de septiembre del mismo año, se aprueba la reforma del IRPF.
El Pleno del Congreso de los Diputados aprueba definitivamente el 18 de marzo de 1986, la Ley de Fomento y Coordinación General de Investigación Científica y Técnica, y la Ley General de Sanidad.

## Educación, cultura y religión
El 14 de julio de 1983, el Congreso de los Diputados aprueba el Proyecto de Ley Orgánica de Reforma Universitaria.
El 20 de diciembre de 1983, el Congreso aprueba la Ley Orgánica de Derecho a la Educación (LODE) con los votos en contra del Grupo Popular, UCD y Minoría Vasca.

## Relaciones internacionales
En este período, el desarrollo de la política exterior estuvo bajo la responsabilidad de Fernando Morán López y Francisco Fernández Ordóñez.
Se abrió el debate de las grandes opciones de la política exterior española y se hizo evidente la necesidad de articulación de una posición global compatible con los intereses españoles y capaz de culminar la integración con la Europa Occidental.
Había varias cuestiones todavía pendientes de resolver, como las relaciones con la vecina Francia y la incorporación de Marruecos al sistema de defensa occidental, las relaciones bilaterales con los Estados Unidos y la adhesión a la Comunidad Europea. Por otra parte, las tradicionales relaciones con Latinoamérica y el entorno mediterráneo necesitaban una revisión bajo nuevos criterios acordes con la nueva etapa democrática. De la misma manera, había que clarificar la posición de España en los temas internacionales fundamentales y reorganizar las estructuras del servicio de exteriores para adaptarlo a las nuevas necesidades nacionales.
Otros hechos destacables fueron el acuerdo cuatrianual de pesca con Marruecos y la apertura de la Verja de Gibraltar, el 14 de diciembre de 1982, tras 13 años de interrupción de comunicaciones con la colonia británica. En 1985 se restablecen totalmente las comunicaciones con Gibraltar, debido a un acuerdo entre Reino Unido y España firmado en noviembre de 1984.
Se realizaron importantes visitas oficiales a España durante la II legislatura. Ronald Reagan, el entonces Presidente de los Estados Unidos se reunió con el presidente Felipe González en 1985. Juan Pablo II realizó su primera visita Apostólica a España a finales del año 1982.

### Referéndum sobre la permanencia de España en la OTAN
El 23 de octubre de 1984, comienza en el Congreso de los Diputados el segundo debate sobre el estado de la Nación desde la aprobación de la Constitución de 1978. El Presidente del Gobierno, Felipe González, anuncia la celebración de un referéndum sobre la adhesión a la OTAN antes de febrero de 1986. El 15 de diciembre, el XXX Congreso del PSOE aprueba la permanencia de España en la OTAN.
El 12 de marzo de 1986 se celebró en España el Referéndum sobre la permanencia de España en la OTAN. Felipe González pedirá el "sí" a la OTAN en la campaña del referéndum. Convocado por el gobierno, los españoles mayores de 18 años podían contestar a la pregunta "¿Considera conveniente para España permanecer en la Alianza Atlántica en los términos acordados por el Gobierno de la Nación?". El resultado fue el "sí" a la permanencia, gracias al apoyo del 52,5% de los votantes, frente al 39,8% que votó en favor del "no".
El "no" únicamente triunfó en las comunidades autónomas de Cataluña, Navarra, País Vasco y Canarias. La participación fue del 59,4 %.

### Entrada en Europa
El 12 de junio de 1985, España firma el Tratado de Adhesión a la Comunidad Europea, tras 23 años de conversaciones y negociaciones. El 1 de enero de 1986 España ingresa en la Comunidad Económica Europea (CEE).